# Olena
Olena är ett kvinnonamn och en form av namnet Helena, i sin tur av grekiskt ursprung.

## Namnbruk

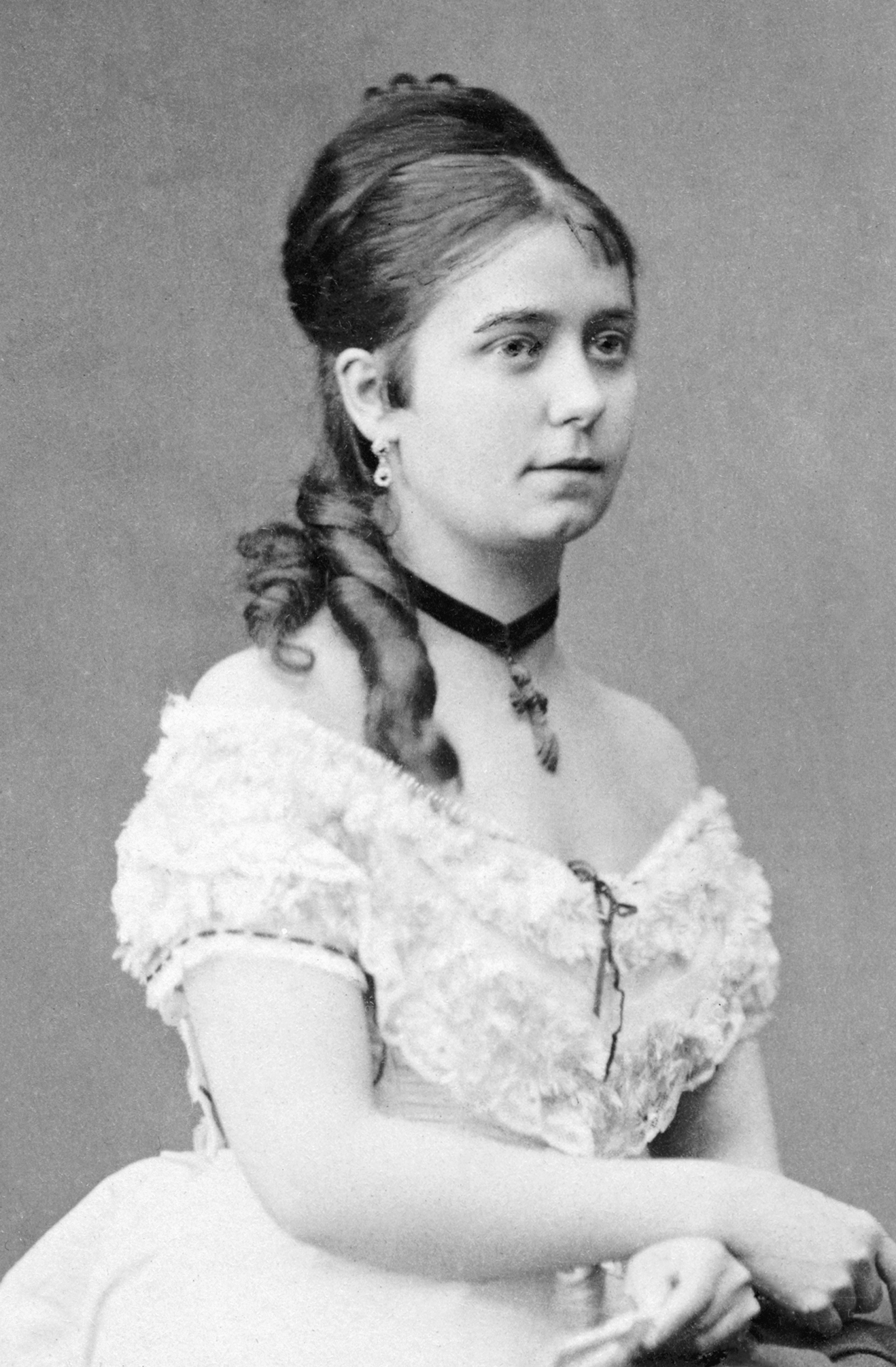
Olena Falkman, svensk sångerska.

Namnet Olena är idag vanligt förekommande i Ukraina, men har även varit prominent i Sverige i flera hundra år. Det "svenska" namnet Olena har en historiskt hög koncentration i Göteborgs och Bohus län.

## Kända personer med namnet Olena
- Olena Falkman, svensk sångare
- Olena Govorova, ukrainsk trestegshoppare
- Olena Holosja, ukrainsk höjdhoppare
- Olena Pidhrusjna, ukrainsk skidskytt
- Olena Tsygitsa, ukrainsk handbollsspelare
- Olena Zelenska, ukrainsk manusförfattare och första dam, gift med Volodymyr Zelenskyj
- Olena Zubrylova, ukrainsk-vitrysk skidskytt